# Franciszek Ferdynand Lubomirski
Franciszek Ferdynant Lubomirski (mort le 29 janvier 1774), noble polonais de la famille Lubomirski, porte-glaive de la Couronne (1761-1773), porte-étendard de la Couronne (1773-1774), staroste d'Olsztyn (1728-1774), Biecz (1756-1765), Kazimierz (1759).

## Biographie
Franciszek Ferdynant Lubomirski est le fils de Jerzy Dominik Lubomirski et de Magdalena Tarło

## Sources
- (en) Cet article est partiellement ou en totalité issu de l’article de Wikipédia en anglais intitulé « Franciszek Ferdynant Lubomirski » (voir la liste des auteurs).

- (pl) Cet article est partiellement ou en totalité issu de l’article de Wikipédia en polonais intitulé « Franciszek Ferdynant Lubomirski » (voir la liste des auteurs).